# Route nationale 727
La route nationale 727 ou RN 727 était une route nationale française reliant Savigné à La Châtre. À la suite de la réforme de 1972, elle a été déclassée en RD 727 dans la Vienne et en RD 927 dans l'Indre.

## Ancien tracé de Savigné à La Châtre (D 727 & D 927)

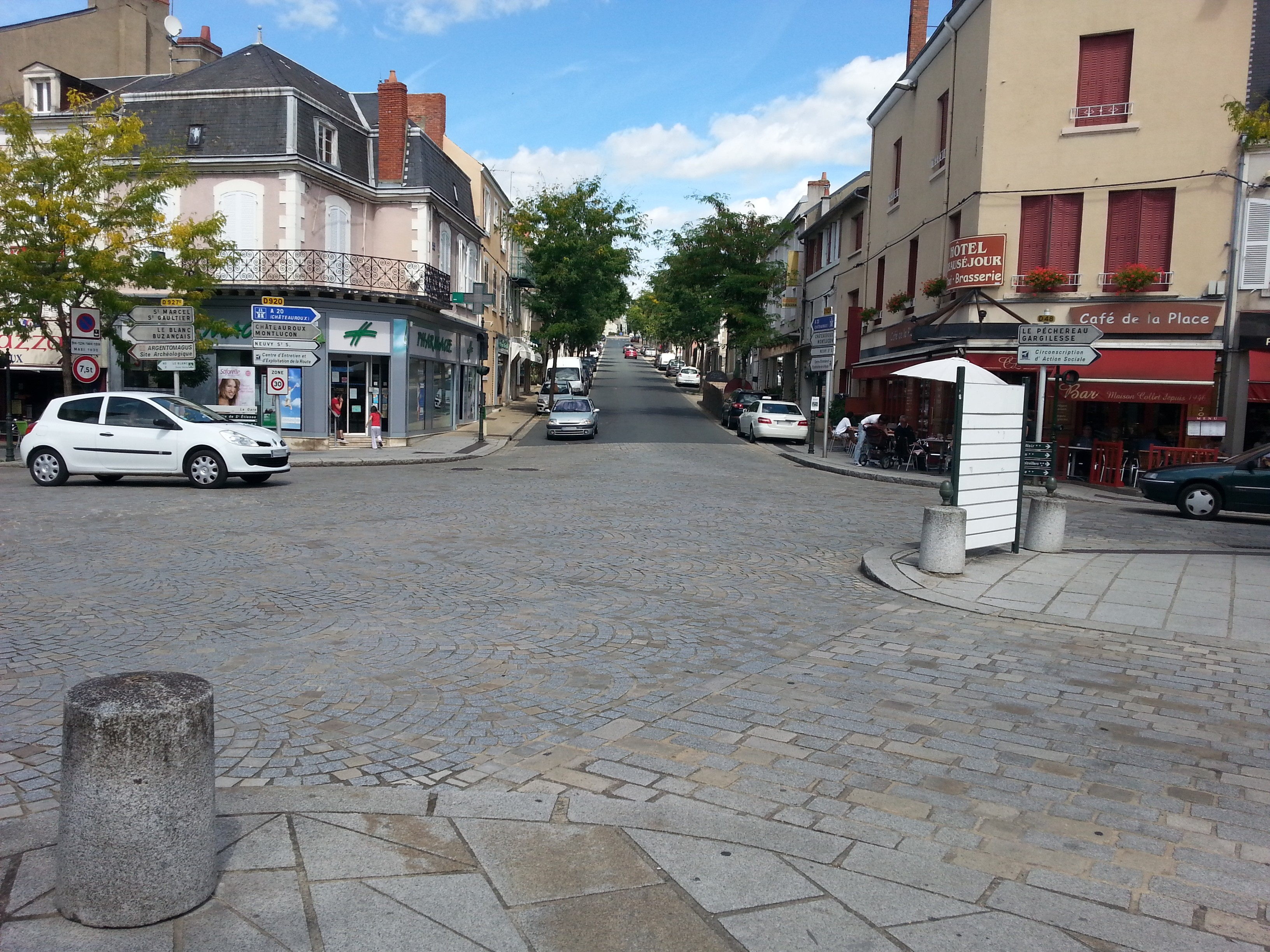
L'ancienne RN 727 dans la traversée d'Argenton-sur Creuse.

- Savigné
- La Chapelle-Bâton
- Joussé
- Usson-du-Poitou
- Bouresse
- Mazerolles
- Lussac-les-Châteaux
- Montmorillon
- La Trimouille
- Bélâbre
- Oulches
- Rivarennes
- Thenay
- Saint-Gaultier
- Le Pont-Chrétien-Chabenet
- Argenton-sur-Creuse
- Bouesse
- Neuvy-Saint-Sépulchre
- La Châtre